# فرقة موزارت
فرقة موزارت مسلسل رسوم متحركة إسباني من إنتاج استديو بي ار بي انترناشونال ومارثون ميديا في عام 1995 . تم دبلجة المسلسل للعربية وعرض على القناة الجزائرية الثالثة وقناة إم بي سي 3.

## روابط خارجية
- Ficha de la serie en ElDoblaje.com